# 朱立威
朱立威，MH（1983年－），廣東惠州人，香港政治人物，民建聯成員，香港選舉委員會委員。現任港區全國人大代表、香港南區區議會委任議員、香港島各界聯合會常務副理事長兼秘書長、暨南區地委會主席，以及民建聯執行委員會委員暨南區支部主席。

## 簡介
朱立威畢業於香港中文大學社會科學系，及後於香港大學修讀城市規劃碩士課程。
2005年，擔任馬力助理，並向馬力學習，其後一直從事地區工作。
2011年，首次參選區議會選舉，以3001票擊敗文豪強當選石漁區議員，並於2015年成功連任。2019年再次參選，雖然得到3,321票，但仍敗於陳衍沖，連任失敗。
朱立威在2012年和2016年兩次參選立法會選舉，分別排在李慧琼名單第四名和第三名。
2021年，獲特區政府委任為南區滅罪委員會委員，及後當選2021年香港選舉委員會委員。

## 公職

### 現時公職
- 香港選舉委員會委員
- 香港島各界聯合會常務副理事長兼秘書長
- 香港島各界聯合會南區地委會主席
- 民建聯執行委員會委員
- 民建聯南區支部主席
- 全港抗疫義工同盟港島義工團團長
- 南區北分區委員會主席

### 以往公職
- 南區區議員（2012

年－2019年）((2024委任議員))

## 個人生活
已婚，育有兩子。

## 外部連結
- 香港島各界聯合會網頁 （页面存档备份，存于）
- 民建聯網頁 （页面存档备份，存于）
- 朱立威Facebook專頁